# U-857
 U-857  — немецкая подводная лодка типа IXC/40, времён Второй мировой войны. 
Заказ на постройку субмарины был отдан 5 июня 1941 года. Лодка была заложена 16 ноября 1942 года на верфи судостроительной компании АГ Везер, Бремен, под строительным номером 1063, спущена на воду 25 мая 1943 года, 16 сентября 1943 года под командованием капитан-лейтенант Рудольфа Премауэра вошла в состав учебной 4-й флотилии. 1 июня 1944 года вошла в состав 10-й флотилии. 1 октября 1944 года вошла в состав 33-й флотилии. Лодка совершила 3 боевых похода, потопила 2 судна (15 259 брт) и повредила одно судно (6 825 брт). Числится пропавшей без вести в Северной Атлантике у восточного побережья США с апреля 1945 года. Вместе с лодкой без вести пропали все 59 членов экипажа. 